# 노키아 S40
노키아 S40의 노키아에서 출시한 피처폰으로 정식 명칭은 시리즈 40이다. 노키아의 럭셔리 폰인 버투(Vertu) 시리즈와 비교하면 중급형 폰에 속한다. S40은 전 세계에 엄청나게 많이 판매되었는데 2012년 1월 25일 노키아는 S40이 15억대이상 판매되었다고 발표했다. S40이 S30보다 더 많은 기능을 가지고 있긴하지만 스마트폰은 아니다. 노키아의 스마트폰은 주로 윈도폰으로 출시되고 있으며 일부 심비안 기기도 출시하고 있다. 308, 309, 311과 같은 일부 S40폰이 아샤(Asha) 시리즈에 포함되어 스마트폰으로 광고하고 있지만 멀티태스킹이나 풀 html 브라우저 같은 스마트폰 기능은 사용하지 못한다.

## 역사
S40은 1999년 발표된 노키아 7110이 시초다. 7110은 96 * 65 픽셀 흑백 화면으로 최초로 WAP 브리우저가 적용된 폰이다. 그 후, S40은 점점 고해상도 칼라 인터페이스를 적용하여 2005년에 발표된 3세대 S40에서는 QVGA (240 * 320) 해상도에 사용하기 쉽도록 직관적인 인터페이스가 적용되었다. 2012년 발표된 노키아 아샤 200/201/210, 302/306/305/308/310/311, 303, 311 폰은 S40 플랫폼을 사용하고 있다.

## 기술적인 사항

### 애플리케이션
S40은 통화, 인터넷 전화(VoIP), 메시지, 이메일(POP3, IMAP4, 웹 브라우저)같은 통신 앱, 카메라, 동영상 녹화, 음악/동영상 플레이어, FM 라디오같은 미디어 앱, 전화번호부, 달력, 일정 등의 개인 정보 관리 앱이 기본 제공되며 기본 파일 관리로 앱 폴더, 앨범 폴더를 관리할 수 있다. 앨범은 블루투스를 통해 전송할 수 있다. 또한 사용자가 추가로 모바일 자바 앱을 설치할 수 있다. 플래시 라이트(Flash Lite) 앱도 사용할 수 있는데 대부분은 스크린 세이버 용도로 사용한다.

### 웹 브라우저
내장된 웹브라우저는 사용자가 사용하고 있는 통신사의 XHTML/HTML의 게이트웨이를 통해 웹 페이지를 볼 수 있지만 6세대 S40은 웹킷(WebKit)기반의 새 브라우저를 내장하고 있는데 HTML 4.01, CSS2, JavaScript 1.5, Ajax를 지원한다. 또, 고급형 S40은 UC 브라우저를 사용할 수 있다. 아샤 시리즈 마지막 피처폰의 Xpress 브라우저는 오페라 미니처럼 웹 페이지를 프록시 서버에서 압축하여 전송하기 때문에 좀 더 빠른 브라우징을 할 수 있다.

### 동기화
SyncML을 지원하며 전화 번호부, 달력, 메모들을 동기화할 수 있다. 대부분의 S40 폰은 이 동기화가 OTA 문자 메시지를 통해 전송되도록 설정되어 있다.

### 소프트웨어 플랫폼
S40은 사실상 표준 기술안 자바 MIDlets을 사용하여 소프트웨어를 개발할 수 있으며 위치, 통신, 메시지, 미디어 그래픽 기능을 제공한다. 또한, 플래시 라이트 애플리케이션도 지원한다.

## 같이 보기
- 윈도우 폰
- S60 (소프트웨어 플랫폼)
- UIQ
- IOS
- 안드로이드 (운영체제)